# Desempenho profissional
O desempenho no trabalho avalia se uma pessoa executa bem um trabalho. O desempenho no trabalho, estudado academicamente como parte da psicologia industrial e organizacional, também faz parte da gestão de recursos humanos. O desempenho é um critério importante para resultados e sucesso organizacionais. John P. Campbell descreve o desempenho no trabalho como uma variável de nível individual, ou algo que uma única pessoa faz. Isso o diferencia de construções mais abrangentes, como desempenho organizacional ou desempenho nacional, que são variáveis de nível superior.

## Recursos
Existem várias características-chave na conceituação de Campbell sobre desempenho no trabalho que ajudam a esclarecer o que significa desempenho no trabalho.

### Resultados
Primeiro, Campbell define desempenho como comportamento, algo que é feito por um funcionário. Esse conceito diferencia o desempenho dos resultados. Os resultados resultam parcialmente do desempenho de um indivíduo, mas também são o resultado de outras influências. Em outras palavras, existem mais fatores que determinam os resultados do que apenas os comportamentos e ações de um funcionário.
Campbell permite exceções ao definir desempenho como comportamento. Por exemplo, ele esclarece que o desempenho não precisa ser uma ação diretamente observável de um indivíduo. Pode consistir em produções mentais, como respostas ou decisões. No entanto, o desempenho precisa estar sob o controle do indivíduo, independentemente de o desempenho do interesse ser mental ou comportamental.
A diferença entre ação controlada individual e resultados é melhor transmitida através de um exemplo.[carece de fontes?]Em um trabalho de vendas, um resultado favorável é um certo nível de receita gerado com a venda de algo (mercadoria ou algum serviço, como seguro). A receita pode ser gerada ou não, dependendo do comportamento dos funcionários. Quando o funcionário executa bem esse trabalho de vendas, ele pode mover mais mercadorias. No entanto, alguns fatores que não sejam o comportamento dos funcionários influenciam a receita gerada. Por exemplo, as vendas podem cair devido a condições econômicas, mudanças nas preferências do cliente, gargalos na produção etc. Nessas condições, o desempenho dos funcionários pode ser adequado, mas as vendas podem permanecer baixas. O primeiro é o desempenho e o segundo é a eficácia desse desempenho. Pode-se separar esses dois porque desempenho não é o mesmo que eficácia.
Outra construção intimamente relacionada é a produtividade. Pode-se pensar em produtividade como uma comparação da quantidade de eficácia que resulta de um certo nível de custo associado a essa eficácia. Em outras palavras, efetividade é a razão entre produtos e insumos — sendo esses insumos esforço, custos monetários, recursos etc.
Utilitário, outra construção relacionada, é definida como o valor de um nível específico de desempenho, eficácia ou produtividade.[carece de fontes?]Utilitários de desempenho, eficácia e produtividade são julgamentos de valor.

### Relevância da meta organizacional
Outra característica importante do desempenho no trabalho é que ele deve ser relevante para os objetivos. O desempenho deve ser direcionado para as metas organizacionais relevantes para o cargo ou função. Portanto, o desempenho não inclui atividades em que o esforço é gasto para alcançar as metas periféricas. Por exemplo, o esforço envidado em direção ao objetivo de começar a trabalhar no menor período de tempo não é desempenho (exceto quando se trata de evitar atrasos).

### Multidimensionalidade
Apesar da ênfase na definição e previsão do desempenho no trabalho, não é uma construção unificada. Existem muitos trabalhos, cada um com diferentes padrões de desempenho. Portanto, o desempenho no trabalho é conceitualizado como uma construção multidimensional que consiste em mais de um tipo de comportamento. Campbell (1990) propôs um modelo de oito fator de desempenho com base na analítica fatorial de pesquisa que tenta capturar dimensões do existente desempenho no trabalho (em maior ou menor grau) em todos os postos de trabalho.
1. O primeiro fator são os comportamentos específicos da tarefa, que incluem aqueles que um indivíduo realiza como parte de um trabalho. São as principais tarefas substantivas que delineiam um trabalho de outro.
2. Por outro lado, comportamentos não específicos à tarefa, o segundo fator, são aqueles que um indivíduo é obrigado a adotar e que não pertencem apenas a um trabalho específico. Voltando ao vendedor, um exemplo de um comportamento específico da tarefa seria mostrar um produto a um cliente em potencial. Um comportamento não específico da tarefa de um vendedor pode estar treinando novos membros da equipe.
3. As tarefas de comunicação escrita e oral referem-se a atividades nas quais o titular é avaliado, não necessariamente no conteúdo de uma mensagem, mas na capacidade com que ele entrega a comunicação. Os funcionários precisam fazer apresentações orais e escritas formais e informais para vários públicos em muitos empregos diferentes na força de trabalho.
4. O desempenho de um indivíduo também pode ser avaliado em termos de esforço, diariamente, ou quando há circunstâncias extraordinárias. Esse fator reflete o grau em que as pessoas se comprometem com as tarefas do trabalho.
5. O domínio de desempenho também pode incluir um aspecto da disciplina pessoal. Espera-se que os indivíduos estejam em conformidade com a lei, não abusem do álcool etc.
6. Nos trabalhos em que as pessoas trabalham em estreita colaboração ou são altamente interdependentes, o desempenho pode incluir o grau em que uma pessoa ajuda os grupos e seus colegas. Isso pode incluir agir como um bom modelo, treinar, dar conselhos ou ajudar a manter os objetivos do grupo.
7. Muitos empregos também têm um componente de supervisão ou liderança. O indivíduo será encarregado de realizar muitas das coisas delineadas sob o fator anterior e, além disso, será responsável por distribuir recompensas e punições. Esses aspectos do desempenho acontecem de maneira cara a cara.
8. O desempenho gerencial e administrativo envolve os aspectos de um trabalho que servem ao grupo ou organização, mas não envolvem supervisão direta. Uma tarefa gerencial seria definir uma meta organizacional ou responder a estímulos externos para ajudar um grupo a atingir suas metas. Além disso, um gerente pode ser responsável por monitorar o progresso individual e do grupo em direção às metas e monitorar os recursos organizacionais.

Outra taxonomia do desempenho no trabalho foi proposta e desenvolvida para a Marinha dos EUA por Murphy (1994). Esse modelo é significativamente mais amplo e divide o desempenho em apenas quatro dimensões.
1. Os comportamentos orientados a tarefas são semelhantes aos comportamentos específicos de tarefas no modelo de Campbell. Essa dimensão inclui as principais tarefas relevantes para o trabalho de alguém.
2. Os comportamentos orientados interpessoalmente são representados por qualquer interação que o funcionário focal tenha com outros funcionários. Estes podem ser relacionados à tarefa ou não relacionados à tarefa. Essa dimensão diverge da taxonomia de Campbell porque inclui comportamentos (conversa fiada, socialização etc.) que não estão direcionados ao objetivo de uma organização.
3. Comportamentos de inatividade são comportamentos nos quais os funcionários se envolvem durante seu tempo livre, no trabalho ou fora do local. Comportamentos de tempo ocioso que ocorrem fora do local são considerados apenas o desempenho no trabalho quando subsequentemente afetam o desempenho no trabalho (por exemplo, comportamentos externos que causam absenteísmo).
4. Comportamentos destrutivos / perigosos.

Além desses modelos que dividem o desempenho em dimensões, outros identificaram diferentes tipos de comportamentos que compõem o desempenho.

## Tipos
Outra maneira de dividir o desempenho é em termos de tarefas e comportamentos contextuais (cidadania e contraproducentes). Enquanto o desempenho da tarefa descreve comportamentos obrigatórios, comportamentos contextuais são comportamentos que não cumprem aspectos específicos da função exigida pelo trabalho. Os comportamentos de cidadania são definidos como comportamentos que contribuem para os objetivos da organização por meio de seus efeitos nas condições sociais e psicológicas. Comportamentos contraproducentes, por outro lado, são ações intencionais de funcionários que contornam os objetivos da organização.

## Determinantes
Campbell (1990) também sugeriu determinantes dos componentes de desempenho. As diferenças individuais no desempenho são uma função de três determinantes principais: conhecimento declarativo, conhecimento processual e habilidade e motivação.
O conhecimento declarativo representa o conhecimento dos requisitos de uma determinada tarefa. Por exemplo, o conhecimento declarativo inclui o conhecimento de princípios, fatos, idéias etc.
Se o conhecimento declarativo é saber o que fazer, o conhecimento procedimental e a habilidade são saber como fazê-lo. Por exemplo, conhecimento processual e habilidade incluem habilidade cognitiva, habilidade perceptiva, habilidade interpessoal etc.
O terceiro preditor de desempenho é a motivação, que se refere a "um efeito combinado de três comportamentos de escolha - escolha para gastar esforço, escolha do nível de esforço para gastar e escolha para persistir na despesa desse nível de esforço" (Campbell, 1990 ) Reflete a direção, intensidade e persistência de comportamentos volitivos. Campbell (1990) enfatizou que a única maneira de discutir a motivação como determinante direto do comportamento é como uma ou mais dessas opções. (Veja também Motivação para o trabalho.)
Campbell (1990) também mencionou vários parâmetros de desempenho que podem ter implicações importantes para o ambiente de desempenho no trabalho e devem ser investigados por psicólogos industriais e organizacionais.
O primeiro é a distinção entre velocidade e precisão. Essa distinção é semelhante à entre quantidade e qualidade. Questões importantes que devem ser consideradas incluem: qual é a mais valorizada pela organização, velocidade maximizada, precisão maximizada ou algum equilíbrio entre as duas? Que tipo de troca um funcionário deve fazer? A última pergunta é importante porque velocidade e precisão para a mesma tarefa podem ser independentes uma da outra.
A segunda distinção é entre desempenho típico e máximo. Sackett, Zedeck e Fogli fizeram um estudo sobre caixas de supermercado e descobriram que havia uma diferença substancial entre as pontuações refletindo seu desempenho típico e as pontuações refletindo seu desempenho máximo. Este estudo sugeriu a distinção entre desempenho típico e desempenho máximo. Situações de trabalho regulares refletem níveis variados de motivação que resultam em desempenho típico. Circunstâncias especiais geram o máximo de motivação dos funcionários, o que resulta em desempenho máximo.
Além disso, acredita-se que o impacto das percepções da justiça organizacional no desempenho decorre da Teoria da Equidade. Isso sugere que, quando as pessoas percebem a injustiça, procuram restaurar a justiça. Uma maneira pela qual os funcionários restauram a justiça é alterando seu nível de desempenho. A justiça processual afeta o desempenho como resultado de seu impacto nas atitudes dos funcionários. A justiça distributiva afeta o desempenho quando eficiência e produtividade estão envolvidas. Melhorar as percepções da justiça melhora a produtividade e o desempenho.

### Resultados da psicologia de pessoas
Uma metanálise dos métodos de seleção em psicologia de pessoas descobriu que a capacidade mental geral era o melhor preditor geral do desempenho no trabalho e no desempenho no treinamento. Embora a inteligência (capacidade mental geral) seja o preditor mais forte conhecido do desempenho no trabalho, isso é menos verdadeiro em campos ricos em informações e que exigem muito aprendizado instrucional. A consciência é outro bom preditor, mas se correlaciona com a inteligência e às vezes é excluída das metanálises.
O artigo de Pesquisa em Ação da American Psychological Association sobre seleção de pessoal reconta evidências que indicam que a capacidade cognitiva geral e a consciência são responsáveis por 20 a 30% da variação no desempenho no trabalho, com trabalhos mais complexos caindo na parte superior desse intervalo. No entanto, um artigo da American Psychological Association afirma que a consciência realmente impede o sucesso em trabalhos criativos, inovadores ou espontâneos, como trabalhos artísticos, sociais e de investigação. Esse artigo afirma que outros fatores psicológicos também estão relacionados ao desempenho no trabalho, a saber: criatividade, liderança, integridade, atendimento e cooperação.
Existem diferenças na medida em que o desempenho no trabalho é previsto pela inteligência, dependendo da ocupação. Uma meta-análise de 1998 dos preditores de desempenho no trabalho para o vendedor descobriu que extroversão e consciência previam classificações e vendas, mas a capacidade cognitiva geral e a idade estavam correlacionadas com classificações, mas não com vendas. Habilidades sociais, um bom mentor e virtudes interpessoais preveem o sucesso na carreira, um conceito relacionado ao desempenho no trabalho e à felicidade, melhor que o ensino superior, o QI ou as virtudes cerebrais, exceto em determinadas ocupações, como a física teórica.

### Impacto da experiência profissional
O significado da experiência de trabalho como preditor de desempenho no trabalho é discutível pois a experiência se correlaciona com o desempenho para pessoas com 0 a 3 anos de experiência, mas a correlação está atenuando apenas 0,15 em mais de 12 anos de experiência. Isso sugere que a experiência não aumenta o desempenho após mais de alguns anos de experiência.

### Impacto prejudicial do bullying
O bullying resulta em perda de produtividade. Em um estudo, foi encontrada uma correlação negativa moderada entre desempenho auto-avaliado e bullying, com os “atualmente intimidados” relatando, em média, uma diminuição de produtividade de aproximadamente 7% em comparação com aqueles que não sofreram bullying nem testemunharam o assédio moral.

## Autoavaliações centrais
O desempenho no trabalho é um resultado consistente e importante das autoavaliações essenciais (CSE). O conceito de autoavaliações centrais foi examinado pela primeira vez por Judge, Locke e Durham (1997) como um preditor disposicional da satisfação no trabalho e envolve quatro dimensões de personalidade; lócus de controle, neuroticismo, auto-eficácia e auto-estima. A maneira pela qual as pessoas se avaliam usando as autoavaliações essenciais tem a capacidade de prever resultados positivos no trabalho, especificamente satisfação no trabalho e desempenho no trabalho. A teoria mais popular que relaciona a característica de CSE com o desempenho no trabalho argumenta que pessoas com alto nível de CSE estarão mais motivadas a ter um bom desempenho porque estão confiantes de que têm a capacidade de fazê-lo. motivação é geralmente o mediador mais aceito das auto-avaliações centrais e da relação de desempenho no trabalho. Essas relações inspiraram crescentes quantidades de pesquisa sobre autoavaliações centrais e sugerem implicações valiosas sobre a importância que essa característica pode ter para as organizações.

## Conflito de papéis
O conflito de papéis pode ter muitos efeitos diferentes na vida profissional de um indivíduo, bem como na vida familiar. Em um estudo realizado em Taiwan, verificou-se que aqueles que sofrem de conflito de papéis também sofrem muito com o desempenho no trabalho, principalmente na forma de falta de motivação. Aqueles com conflito de função não fizeram mais do que os requisitos mínimos necessários no trabalho. Houve também um declínio na capacidade de atribuir tarefas. Ter vários papéis geralmente leva à insatisfação no trabalho.
Experimentar conflitos de papéis no local de trabalho também pode levar ao assédio moral no local de trabalho. Quando as empresas passam por mudanças organizacionais, os trabalhadores geralmente sofrem uma perda ou um ganho nas áreas de um emprego, mudando assim as expectativas do trabalhador. A mudança costuma ser muito estressante para os trabalhadores. Os trabalhadores que podem ter perdido um certo poder podem sentir que perderam sua autoridade e começaram a atacar outros funcionários por serem verbalmente abusivos, ocultarem propositadamente itens relacionados ao trabalho ou, às vezes, até fisicamente, reter seu status.
Embora existam muitos efeitos desmotivacionais do conflito de papéis no trabalho, também há um positivo. Aqueles em conflito de papéis geralmente tiveram um aumento na criatividade do trabalho. Devido a várias funções, há um aumento na flexibilidade, diferentes fontes de informação e essas pessoas têm muitas perspectivas diferentes para trazer para a mesa.

## Inteligencia emocional
A pesquisa de inteligência emocional (IE) e desempenho no trabalho mostra resultados mistos: uma relação positiva foi encontrada em alguns dos estudos, em outros não houve relação ou inconsistente. Isso levou os pesquisadores Cote e Miners (2006) a oferecer um modelo compensatório entre IE e QI, que postula que a associação entre IE e desempenho no trabalho se torna mais positiva à medida que a inteligência cognitiva diminui, uma ideia proposta inicialmente no contexto do desempenho acadêmico (Petrides, Frederickson e Furnham, 2004). Os resultados do estudo anterior apoiaram o modelo compensatório: os funcionários com baixo QI obtêm maior desempenho das tarefas e comportamento de cidadania organizacional direcionados à organização, maior a IE.
Uma revisão meta-analítica por Joseph e Newman também revelou que tanto a capacidade EI e Traço EI tendem a prever o desempenho trabalho muito melhor em trabalhos que exigem um alto grau de trabalho emocional (onde 'trabalho emocional' foi definido como trabalhos que requerem a efetiva demonstração de emoção positiva). Por outro lado, a EI mostra pouca relação com o desempenho no trabalho em empregos que não exigem trabalho emocional. Em outras palavras, a inteligência emocional tende a prever o desempenho no trabalho apenas para trabalhos emocionais.
Um estudo mais recente sugere que a IE não é necessariamente uma característica universalmente positiva. Eles encontraram uma correlação negativa entre EI e demandas de trabalho gerencial; embora com baixos níveis de exigência de trabalho gerencial, eles encontraram uma relação negativa entre a IE e a eficácia do trabalho em equipe. Uma explicação para isso pode sugerir diferenças de gênero na EI, pois as mulheres tendem a pontuar níveis mais altos que os homens. Isso favorece a ideia de que o contexto do trabalho desempenha um papel nas relações entre EI, eficácia do trabalho em equipe e desempenho no trabalho.

Outro estudo avaliou uma possível ligação entre EI e comportamentos e sucesso empresarial. De acordo com muitas das outras descobertas sobre EI e desempenho no trabalho, eles descobriram que os níveis de EI previam apenas uma pequena quantidade de comportamento empresarial. 